# Wilhelm Jessen
Wilhelm Jessen (* 22. März 1879 in Großsoltholz; † 29. August 1949 in Westerland) war ein deutscher Schulrektor, Heimatforscher und Archivar.

## Leben und Wirken
Wilhelm Jessen war ein Sohn des Landstellenbesitzers Jes Heinrich Jessen (1843–1900) und dessen Ehefrau Maria Dorothea, geborene Hansen (1851–1936). Er besuchte 1895/96 die Präparandenanstalt in Flensburg und von 1896 bis 1899 das Lehrerseminar in Hadersleben. 1899 arbeitete er als Lehrer in Flensburg und wechselte 1900 nach Gasse bei Scherrebek, wo er bis 1907 unterrichtete. Danach lehrte er bis 1914 in Sonderburg. 1913 bestand er die Prüfungen für den Mittelschulunterricht in Mathematik, Physik, Chemie und Mineralogie. Vom 1. April 1914 bis zur Pensionierung am 31. Dezember 1947 arbeitete er als Konrektor an der Mittelschule in Westerland.
Jessen widmete sich insbesondere der Heimatkunde. Während seiner Zeit in Sonderburg referierte er in der Volkshochschule in Norburg. Während des Ersten Weltkriegs, als auf Sylt eine Inselwache eingerichtet wurde, forschte er erstmals zur Geschichte von Rantum. Während des Kriegs geriet er in Gefangenschaft und setzte sich nach Kriegsende in Wort und Schrift dafür ein, dass Sylt bei Deutschland bleiben sollte. 1924 übernahm er die Pflege des Archivs der Insel. 1929 regte er an, ein Archiv in Keitum einzurichten, das 1948 mit dem Archiv der Stadt Westerland zusammengelegt wurde. 1925 entdeckte er im Haus der verstorbenen Uwe Jens Lornsen Familienpapiere, die der Forschung zur Person neue Impulse gaben. Jessen selbst galt als einer der besten Experten zu Lornsen.
Jessen war Träger des Eisernen Kreuzes II. Klasse. Er erhielt das Verwundetenabzeichen, das Frontkämpferabzeichen und das Verdienstkreuz für 40-jährige Dienstzeit.
Wilhelm Jessen, der Ende August 1949 starb, war seit dem 31. Juli 1914 verheiratet mit Emmy Seibert (* 1899). Das Ehepaar hatte zwei Töchter und den Sohn Hellmut (* 2. Juli 1916), der später Kurdirektor in Kampen wurde.

## Schriften (Auswahl)
- Zur Vorgeschichte der Heimstätte für Heimatlose in Westerland. In: Die Heimat. Bd. 32 (1922), Nr. 11, November 1922, S. 214f. (Digitalisat).
- Die Bootdüne bei Westerland auf Sylt. In: Die Heimat. Bd. 33 (1923), Nr. 7, Juli 1923, S. 126–132 (Digitalisat).
- Die Sylter Erhebung. In: Die Heimat. Bd. 34 (1924), Nr. 3, März 1924, S. 57–61 (Digitalisat); Teil II. In: Die Heimat. Bd. 34 (1924), Nr. 4, April 1924, S. 87–83.
- (Hrsg.): Uwe Jens Lornsens Briefe an seinen Vater 1811 - 1837. Hirt, Breslau 1930.
- Uwe Jens Lornsens Vorfahren und ihre Welt. In: Zeitschrift der Gesellschaft für Schleswig-Holsteinische Geschichte, Bd. 66 (1938), S. 140–189.
- Das Meer vernichtet und segnet. Ein Blick in die Geschichte der Landschaft Sylt am Beispiel der Chronik des Dorfes Rantum. Sylter Verlag, Westerland/Sylt 1967.
- (Hrsg.): Sylter Sagen. 3. Aufl. Hansen & Hansen, Münsterdorf 1976, ISBN 3-87980-320-X.
- Rantum auf Sylt. Die Geschichte eines sterbenden Dorfes (1924/25). Nachdruck Hoernum-Archiv 1987.